# Nuncjatura Apostolska w Grecji
Nuncjatura Apostolska w Grecji – misja dyplomatyczna Stolicy Apostolskiej w Grecji. Siedziba nuncjusza apostolskiego mieści się w Atenach.

## Historia
W 1834 papież Grzegorz XVI utworzył Delegaturę Apostolską w Grecji. Istniała ona do 1944. W 1980 papież Jan Paweł II powołał Nuncjaturę Apostolską w Grecji.

## Szefowie misji dyplomatycznej Stolicy Apostolskiej w Grecji

### Delegaci apostolscy
- do 1874 brak danych
- abp Giovanni Marango (1875 - 1900?) Grek; arcybiskup ateński
- abp Antonio Delenda (1900–1911) Grek; arcybiskup ateński
- abp Louis Petit (1912–1926) Francuz; arcybiskup ateński
- abp Carlo Margotti (1931–1934) Włoch; delegat apostolski w Turcji i wikariusz apostolski Konstantynopola
- św. abp Angelo Giuseppe Roncalli (1934–1944) Włoch; delegat apostolski w Turcji i wikariusz apostolski Konstantynopola - późniejszy papież Jan XXIII

### Pronuncjusze apostolscy
- Giovanni Mariani (1980–1990) Włoch
- Luciano Storero (1990–1995) Włoch

### Nuncjusze apostolscy
- Paul Fouad Tabet (1996–2005) Libańczyk
- Patrick Coveney (2005–2009) Irlandczyk
- Luigi Gatti (2009–2011) Włoch
- Edward Adams (2011–2017) Amerykanin
- Savio Hon Tai-Fai (2017–2022) Chińczyk
- Jan Pawłowski (od 2022)  Polak